# Terebuń
Terebuń (biał. Церабунь, Cierabuń, ros. Теребунь, Tieriebuń) – wieś na Białorusi w rejonie brzeskim obwodu brzeskiego w sielsowiecie Klejniki.
Położona w odległości 8 km na północny zachód od Brześcia na prawym brzegu rzeki Leśna, niedaleko od jej ujścia do Bugu. Terebuń leży 1 km od granicy z Polską na wprost miejscowości Łęgi.
Znajduje się tu parafialna cerkiew prawosławna pw. Przemienienia Pańskiego.

## Historia
Wieś wymieniana w przywilej fundacyjnym Władysława Jagiełły z 17 lutego 1387 jako część dóbr hospodarskich przeznaczonych na uposażenie kościoła wileńskiego. Ponownie wymieniona w nadaniu Witolda z 1388 r.: Trebuna cum navigio et Clodno in districtu Brestensi. Wkrótce jednak biskupi wileńscy wymienili Terebuń na bojarskie posiadłości we włości Wołożyn i w Starzynkach. W 1536 r. od króla Zygmunta Starego Terebuń otrzymał uciekinier z Moskwy: Iwan Dymitrowicz Szujski, zwany "Gubka", protoplasta polskiej linii kniaziów Szujskich. W XIX w. Terebuń należał hrabiowskiej rodziny Grabowskich – gospodarował tu m.in. Stefan Grabowski. Była to wieś w gminie Motykały ujezdu brzeskiego guberni grodzieńskiej.
W okresie międzywojennym Terebuń leżał w gminie Motykały w powiecie brzeskim województwa poleskiego. Według spisu powszechnego z 1921 r. była to wieś licząca 16 domów. Mieszkało tu 79 osób: 34 mężczyzn, 45 kobiet. Pod względem wyznaniowym wszyscy deklarowali się jako prawosławni, a pod względem narodowym jako Rusini.